# Рйа Таза (газета)
Рйа Таза (курд. Р’йа т'әзә – Новый путь) — республиканская газета на курдском языке, издававшаяся в Армении.
В советское время газета выходила 2 раза в неделю, а её тираж составлял 4 тыс. экземпляров. Являлась печатным органом ЦК КП Армянской ССР. В начале 2000-х годов выходила 1 раз в месяц тиражом 500 экземпляров.

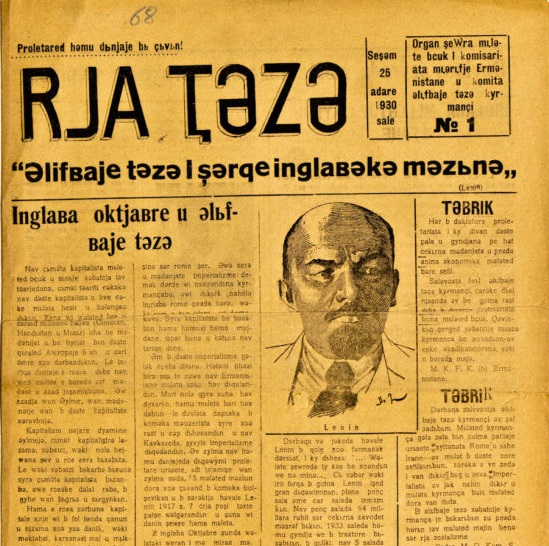

Газета основана 25 марта 1930 года. Первоначально печаталась на латинизированном алфавите. В 1938 году издание газеты было прекращено. В 1955 году издание газеты возобновилось уже на кириллице. В 1980 году награждена орденом Знак Почёта. В 2000 году газета вновь стала выходить на латинице. В 2006 году газета перестала издаваться из-за финансовых трудностей. Всего вышло 4800 номеров.